# Topologia diferencial

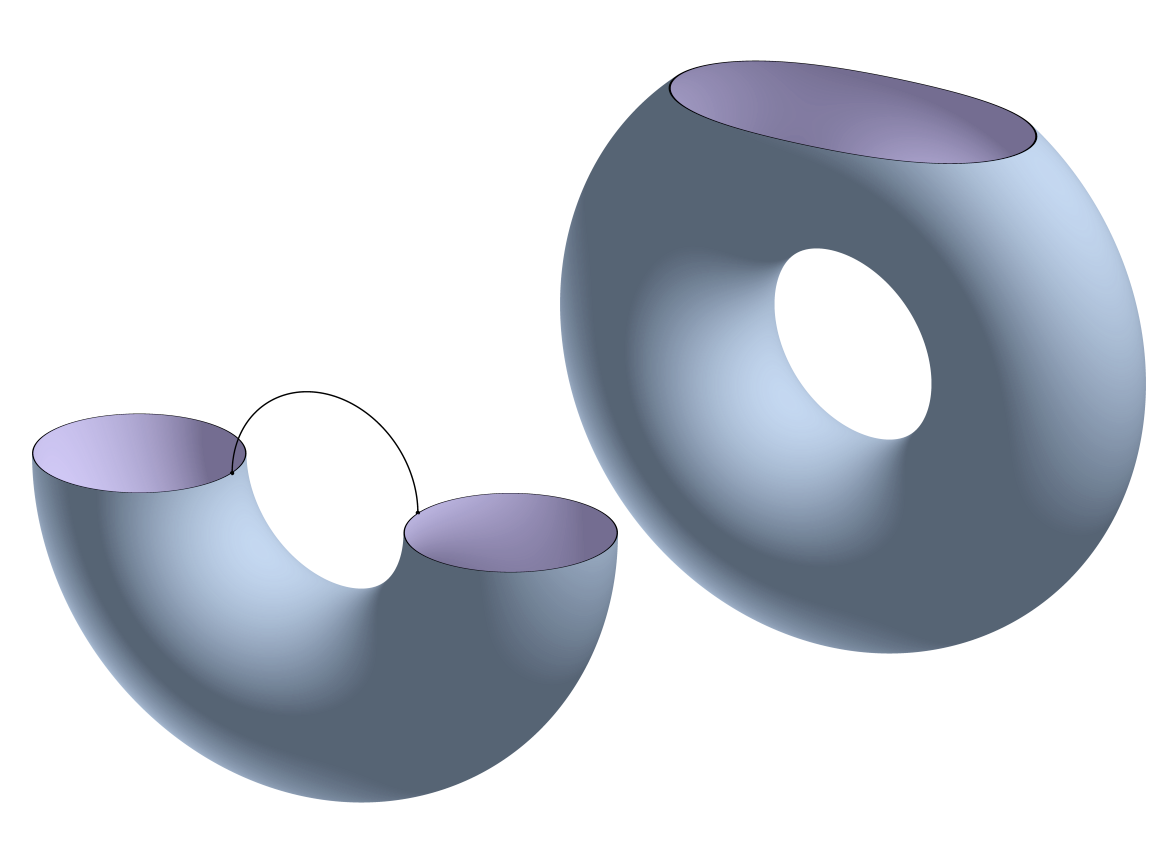
O toro é um exemplo de variedade diferenciável.

Em matemática, a topologia diferencial é a área dedicada ao estudo de variedades diferenciáveis e de  funções diferenciáveis. A tarefa da topologia diferencial é o de analisar propriedades globais de variedades. Ela é bastante relacionada à geometria diferencial e, em conjunto, elas constituem a teoria geométrica das variedades diferenciáveis.

## Descrição
A topologia diferencial considera as propriedades e estruturas que requerem apenas que esteja definida uma estrutura suave sobre uma variedade. Variedades suaves são mais flexíveis que variedades com estruturas geométricas adicionais, que podem agir como obstruções a certos tipos de equivalências e deformações que existem em topologia diferencial. Por exemplo, o volume e a curvatura riemanniana são invariantes que podem distinguir entre estruturas geométricas sobre a mesma variedade suave—isto é, pode-se "achatar" suavemente algumas variedades, mas pode ser preciso distorcer o espaço e afetar a curvatura ou o volume.